# Ère Ten'ei
L'ère Ten'ei (天永) est une des ères du Japon (年号, nengō, lit. « nom de l'année ») après l'ère Tennin et avant l'ère Eikyū. Cette ère couvre la période allant du mois de juillet 1110 au mois de juillet 1113. L'empereur régnant est Toba-tennō (鳥羽天皇).

## Changement d'ère
- 22 janvier 1110 Ten'ei gannen (天永元年?) : Le nom de la nouvelle ère est créé pour marquer un événement ou une série d'événements. L'ère précédente se termine là où commence la nouvelle, en Tennin 4, le 16e jour du 7e mois de 1110[3].

## Événements de l'ère Ten'ei
- 1109 (Ten'ei 1, durant le 5e mois) : L'empereur Toba visite Hosho-ji où il donne un manuscrit bouddhiste créé avec des caractères en or sur du papier bleu[4].
- 1110 (Ten'ei 1, durant le 6e mois) : Un incendie détruit le Mii-dera. C'est la deuxième fois que le temple est détruit par le feu, la première fois en 1081[5].

| Ten'ei    | 1re  | 2e   | 3e   | 4e   |
| Grégorien | 1110 | 1111 | 1112 | 1113 |